# مگن فروهولمن
مگن فروهولمن (انگلیسی: Magne Furuholmen؛ زادهٔ ۱ نوامبر ۱۹۶۲) تهیه‌کننده موسیقی، آهنگساز، گیتارنواز، نوازنده پیانو، ترانه‌نویس، موسیقی‌دان، و خواننده اهل نروژ است.